# Intérieur à Ciboure
Intérieur à Ciboure est un tableau réalisé par le peintre français Henri Matisse en juin 1940 à Ciboure, dans les Pyrénées-Atlantiques. Cette huile sur toile représente un intérieur aux teintes orangées donnant par une fenêtre sur de la verdure. On y remarque surtout un fauteuil rouge installé près d'un âtre sur le linteau duquel est posé un vase de fleurs roses également visibles à l'extérieur. Achetée à l'artiste en 1941, l'œuvre fait partie du Fonds national d'art contemporain. Elle se trouve en dépôt depuis cette même année au musée Toulouse-Lautrec d'Albi, dans le Tarn.